# Volovăț
Volovăț település Romániában, Bukovinában, Suceava megyében.

## Fekvése
Radóctól 5 km-re délnyugatra fekvő település.

## Nevezetességek
- Szentháromság templom - A 16. században épült.
- Szent Kereszt felmagasztalása templom - 1502-ben Ștefan cel Mare építtette egy régi kis fatemplom helyén, melyet innen Putnába szállítottak át, ahol az máig látható.

## Források

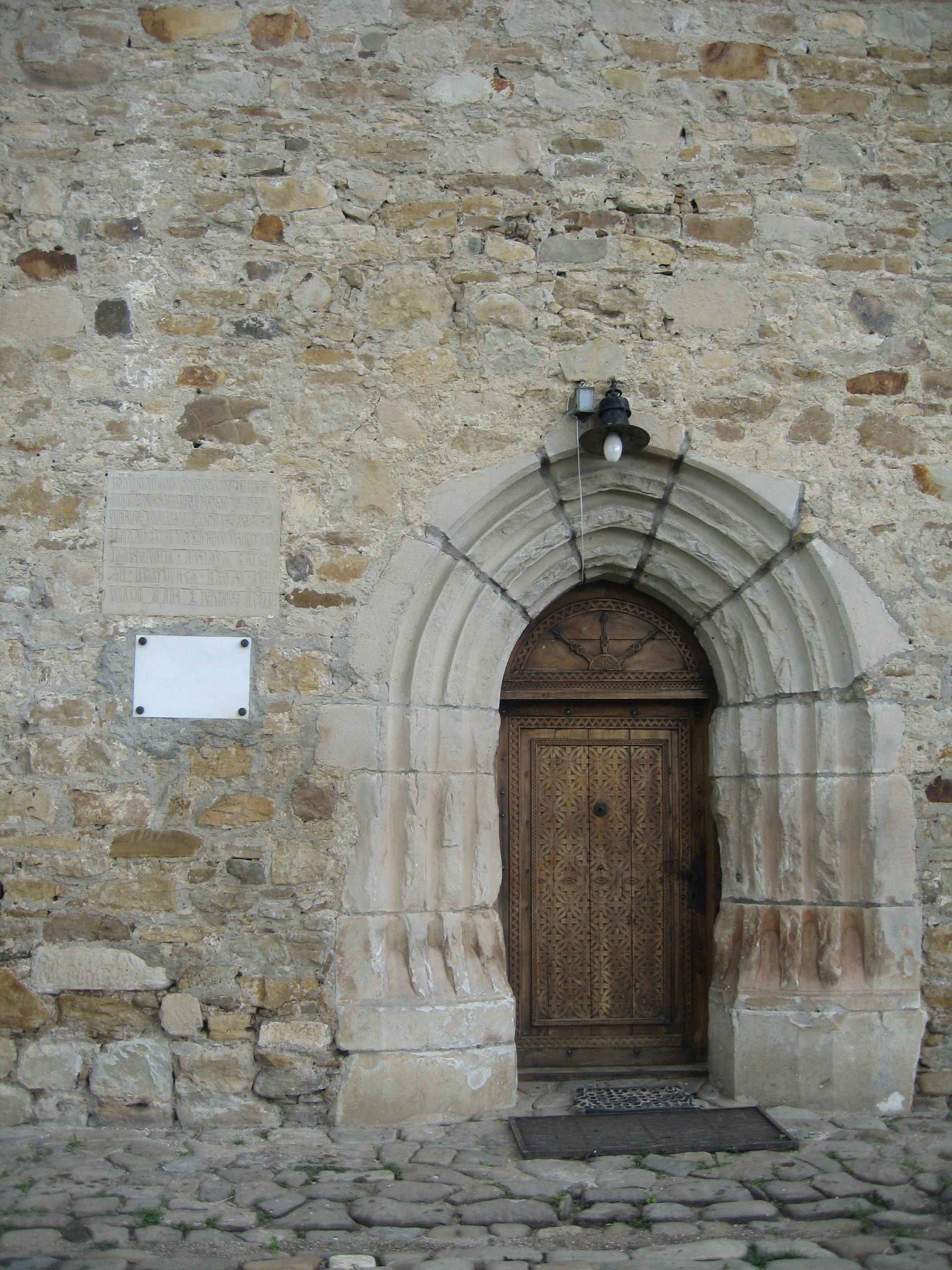
A Szent Kereszt felmagasztalása templom bejárata